# Protaetia butozani
Protaetia butozani är en skalbaggsart som beskrevs av Miksic 1963. Protaetia butozani ingår i släktet Protaetia och familjen Cetoniidae. Inga underarter finns listade i Catalogue of Life.